# Burg Liebenstein (Ilm-Kreis)
Die Burg Liebenstein ist die Ruine einer Spornburg auf 385 m ü. NN oberhalb des thüringischen Dorfes Liebenstein im Ilm-Kreis. Der heute erhaltene Bau geht hauptsächlich auf das 13. und 14. Jahrhundert unter den Grafen von Schwarzburg zurück und gehört zum Bestand der Stiftung Thüringer Schlösser und Gärten.

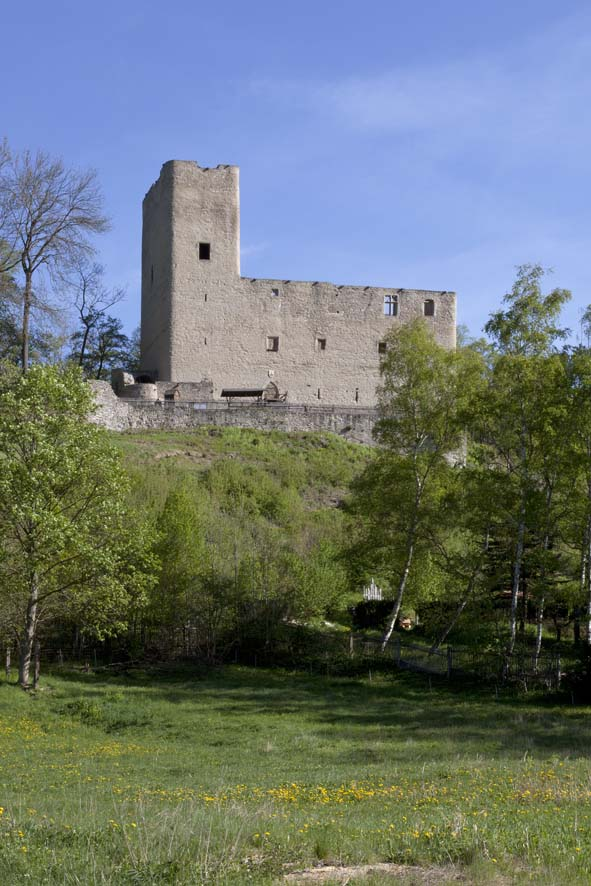
Burg Liebenstein

## Geschichte

### Die Burg unter den Grafen von Schwarzburg
Die Burg Liebenstein wurde erstmals 1282 als Herkunftsbezeichnung der Schwarzburger Ministerialen genannt. Von 1303 bis 1367 war sie im Besitz der Grafen von Käfernburg-Schwarzburg. Graf Günther XXI. von Schwarzburg wollte dem Landerwerb der Wettiner entgegenwirken und ließ die Burg im Zusammenhang mit dem Thüringer Grafenkrieg (1342–1346) neu errichten. Dennoch fiel sie 1367/69 an die Wettiner, welche die Burg als erbliches Lehen an die Familie Witzleben verliehen.

Grundriss der Burg Liebenstein

### Der Niedergang der Burg
Um 1600 kam es aufgrund vieler Erbteilungen schrittweise zum Niedergang der Burg. So hatte 1642 der Turm kein Dach mehr und ab 1665 zerfielen die ersten Gebäude. Die Familie Witzleben wohnte zunächst im vorderen, in der Frühen Neuzeit ergänzten Gebäudeteil, während der Rest der Burg als Gefängnis genutzt wurde und verfiel. 1820 starb die Familie Witzleben aus und die Burg ging als erledigtes Lehen an das Herzogtum Sachsen-Gotha, innerhalb dessen sie bis 1859 als Amtssitz diente. Aufgrund von Einsturzgefahr folgte jedoch bald der Auszug. So wurde 1867 die Burg zum Abbruch verkauft, weshalb die Nebengebäude heute nicht mehr erhalten sind.

### Die Burg als Ruine bis heute

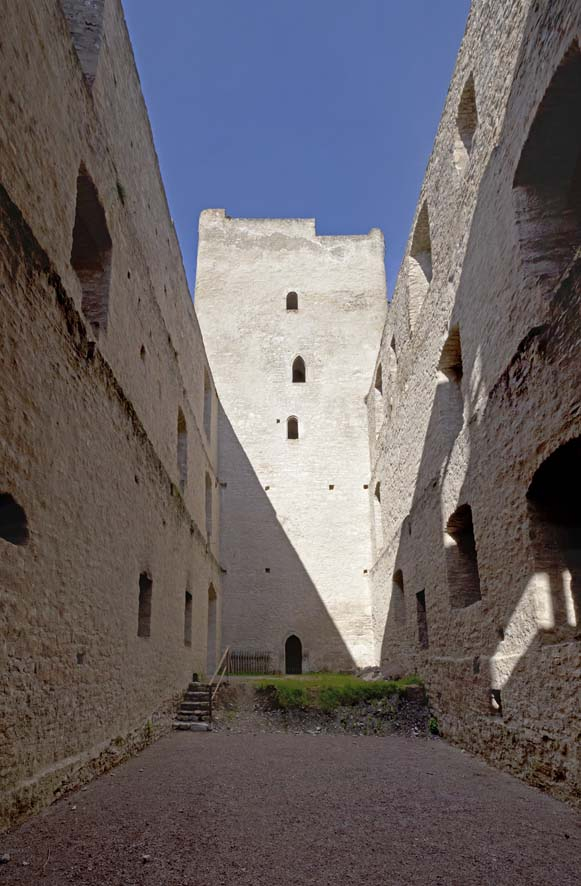
Innenansicht der Burg Liebenstein

Bereits um 1900 begannen erste Erhaltungsmaßnahmen an der Burgruine. 1996 kam sie in den Bestand der Stiftung Thüringer Schlösser und Gärten. 1997 gründete sich der Förderverein „Burgverein Liebenstein/Thür. e. V. zur Erhaltung und Nutzung der Burgruine Liebenstein“. Bis zum Jahr 2000 sicherte und sanierte die Stiftung Thüringer Schlösser und Gärten Mauerwerk und Mauerkronen des Turms und Wohnbaus, ab 2010 die Stützmauer. Zwischen 2002 und 2003 fand eine Grabung an der nördlichen Außenseite des Wohngebäudes statt, wo eine 4 Meter tiefe ältere Mauer (evtl. die äußere Ringmauer) gefunden wurde.

## Architektur
Die heutige Ruine zeigt noch die Grundmauern des Bauwerks aus der ersten Hälfte des 14. Jahrhunderts, das unter Graf Günther XXI. von Schwarzburg errichtet wurde. Der Bau wird auf die Zeit vor 1346 datiert. In Form eines „festen Hauses“, also eines länglichen und mehrgeschossigen Burgbaus, gehen bei Burg Liebenstein Frontturm und Wohnbau ineinander über.
Der Kernbau weist die charakteristischen gerundeten Außenecken der Burgen unter Günther XXI. von Schwarzburg auf. Ein integriertes spitzbogiges Portal mit außen umlaufendem Falz (ähnlich der Burg Ehrenstein) dient als Eingang. Die unteren Geschosse sind nur mit Schlitzfenstern ausgestattet, die größeren Rechteckfenster wurden erst im 16. Jahrhundert eingesetzt. Im obersten Geschoss des Wohnteils finden sich aufwendig bearbeitete Kreuzstockfenster mit liegenden Vierpässen in den oberen Öffnungen. Das zweite Obergeschoss diente als Wohngeschoss. Davon zeugen noch Reste von Kaminanlagen und Aborterkern an der Nordwand.

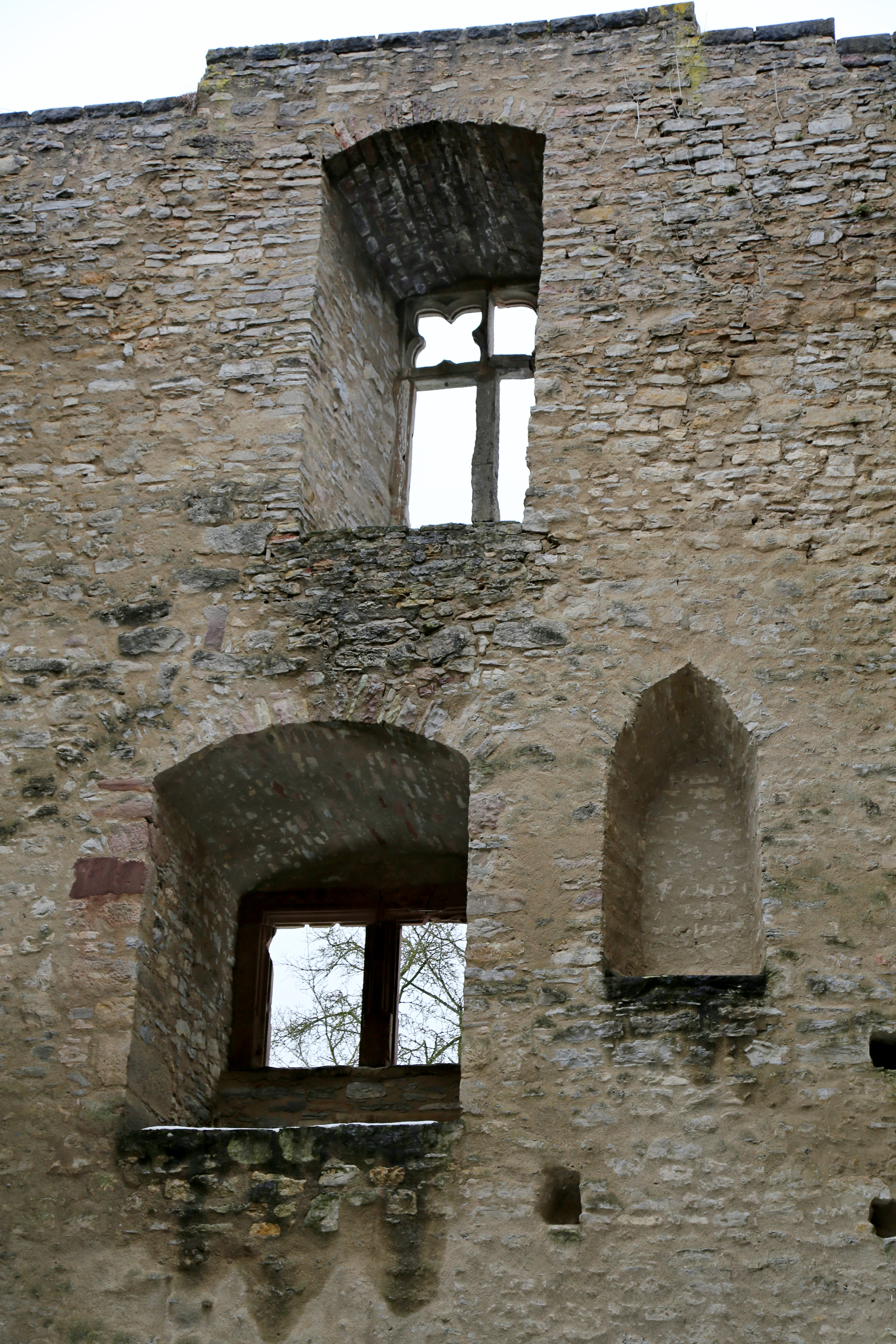
Fenster der Ostmauer von Burg Liebenstein
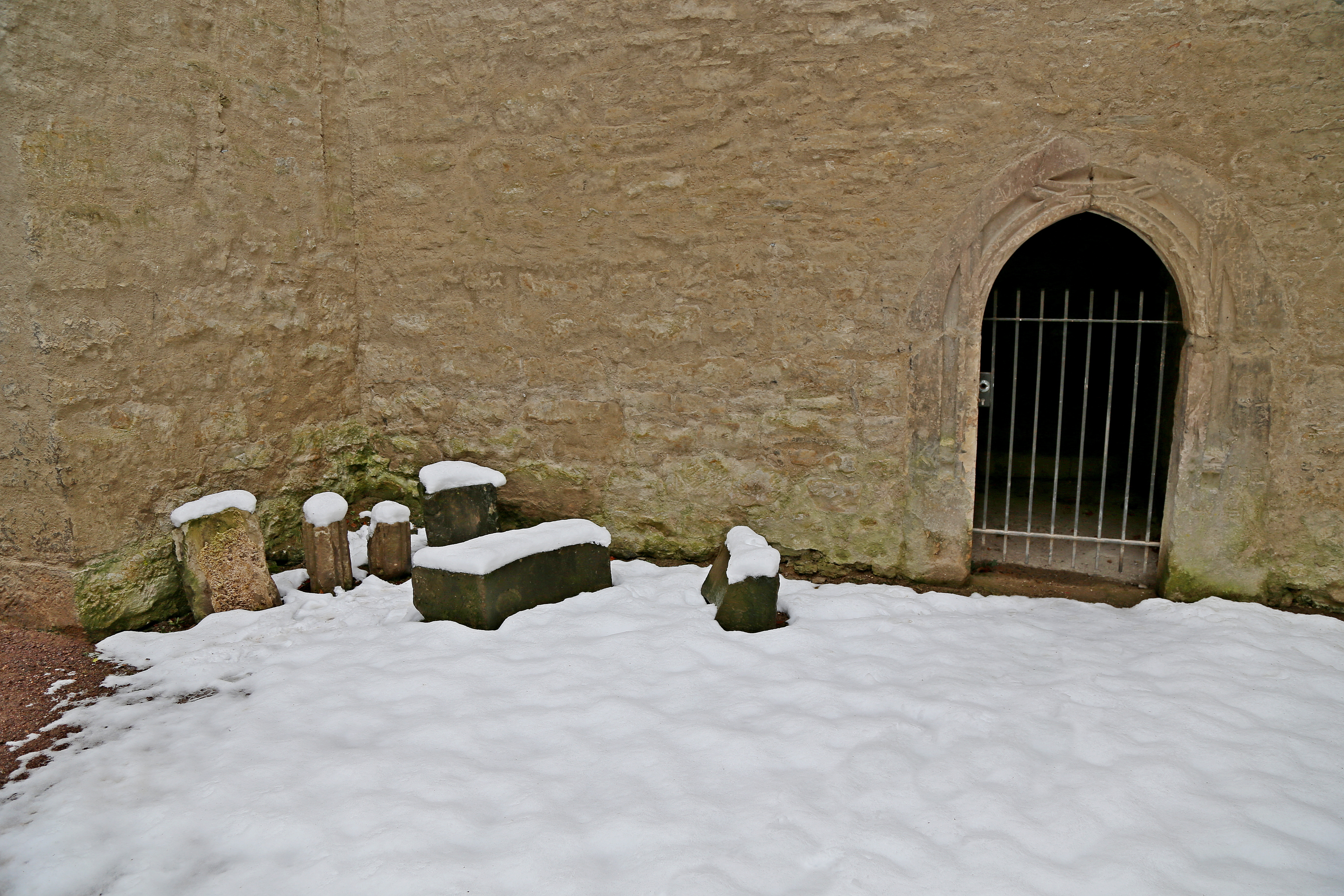
Innenbereich der Burg Liebenstein mit Spitzbogenportal

Der Turm liegt an der Westseite und gliedert sich in fünf Geschosse. Der Eingang zu den Turmgeschossen befand sich auf der Höhe des zweiten Obergeschosses des Wohnbaus, ein anderer im Erdgeschoss wurde erst im 16. Jahrhundert hinzugefügt. Der Turm wurde über seinen repräsentativsten Raum vom Wohnbau aus betreten. Dieser Raum ist mit einer Spitztonne gewölbt und mit Rechteckfenster im Süden ausgestattet. Es gab auch hier einen auch Aborterker. Der obere Mauerabschluss des Turms ist verloren, doch alte Ansichten lassen Zinnen vermuten. Ursprünglich war der Kernbau von einer Zwingermauer umgeben, die heute noch in Teilen sichtbar ist. Sie ist ähnlich wie bei den schwarzburgischen Burgen Ehrenburg in Plaue und Ehrenstein in die erste Hälfte des 14. Jahrhunderts zu datieren. Außerdem umgibt an drei Seiten ein 12 Meter tiefer Halsgraben die Burganlage.

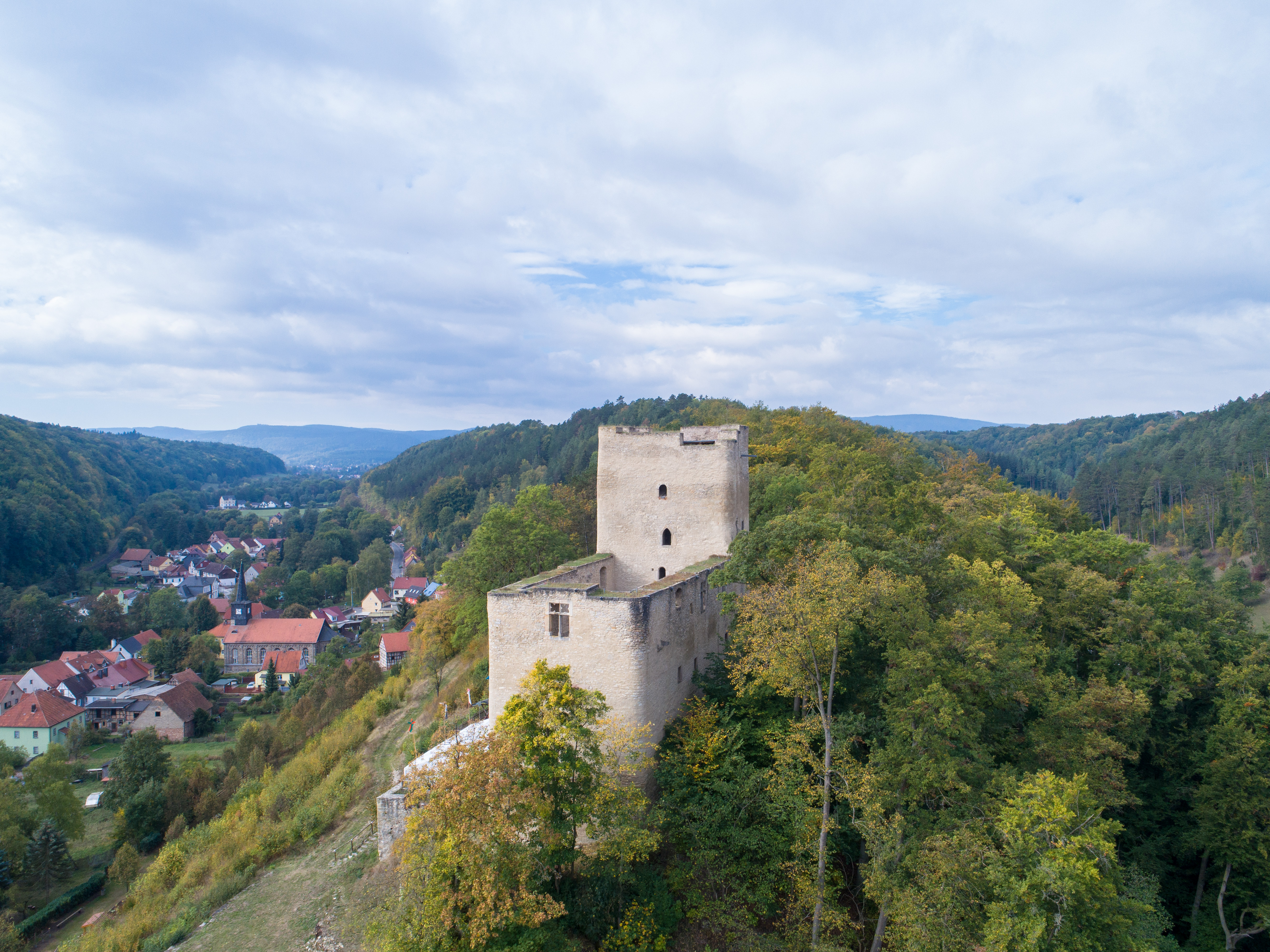
Burg Liebenstein (Seitenansicht)

Burg Liebenstein kontrollierte in ihrer Entstehungszeit eine wichtige Straße zu den Pässen des Thüringer Waldes. Ihr Einflussgebiet umfasste dreizehn Dörfer. Im 16. Jahrhundert wurde die Burg modern ausgebaut, im Südwesten kam ein Küchengebäude hinzu. 1610 wurde die Burg im Zuge von Erbteilungen ein weiteres Mal ausgebaut und ein vorderes Schloss hinzugefügt. Diese ergänzenden Bauten sind jedoch nicht mehr erhalten. Auch der Hof wurde im 20. Jahrhundert aufgeschüttet, sein Bodenniveau ist heute etwa einen Meter höher als ursprünglich.

### Kunstgeschichtliche Relevanz
Die Burg Liebenstein ist ein wichtiges Beispiel für den Burgenstil unter Graf Günther XXI. von Schwarzburg, gekennzeichnet durch abgerundete Bauformen, in einander übergehende Bauteile und eine fortifikatorisch konsequente Gestaltung. Sie ist eng verwandt mit den Burgen Ehrenburg in Plaue und Ehrenstein. Ihr Frontturm und Zwinger sind für den Thüringer Raum innovativ. Die unter Günther XXI. errichteten Burgen ähneln den Burgen von Kaiser Karl IV. in Böhmen, zeigen aber auch einen mittelrheinischen Einfluss.